# Nassa situla
Nassa situla là một loài ốc biển, là động vật thân mềm chân bụng sống ở biển thuộc họ Nassariidae.

## Miêu tả
Kích thước vỏ ốc khoảng 35 mm

## Phân bố
Loài này phân bố ở Biển Đỏ, Vịnh Aden và Vịnh Oman.